# 1962-es Formula–1 német nagydíj
Az 1962-es Formula–1-es világbajnokság hatodik futama a német nagydíj volt.

## Futam
A szezon elejét egy Lotus 24-essel teljesítő Brabham a német nagydíjon már a Brabham BT3-assal indult. Az edzéseken Graham Hill és Maggs is balesetet szenvedett de egyikük sem sérült meg. A pole-t Gurney szerezte meg G. Hill, Clark és Surtees előtt.
A verseny napján heves esőzések voltak az Eifel-hegységben. Clark a rajtnál a rajtrácson ragadt, mivel elfelejtette bekapcsolni üzemanyag szivattyúját, így a vezetést Gurney szerezte meg Hill előtt. Surtees Phil Hill megelőzésével harmadiknak jött fel, míg Graham Hill a harmadik körben Gurney megelőzésével az élre állt. Az amerikai elkezdett visszaesni, mivel a Porsche akkumulátorjával probléma adódott, Surtees az ötödik körben előzte meg a második helyért. Clark eközben negyediknek jött fel a 8. körre. Miután Gurney problémája megoldódott, újra támadni tudta Surteest. Az első három versenyző a leintésig közel maradt egymáshoz, Graham Hill két másodperc előnnyel győzött Surtees és Gurney előtt. Clark negyedik, McLaren ötödik, Rodríguez hatodik lett.
| Helyezés | #  | Versenyző               | Csapat/Motor   | Futott körök | Idő/Kiesés oka         | Rajthely | Pontszám |
| -------- | -- | ----------------------- | -------------- | ------------ | ---------------------- | -------- | -------- |
| 1        | 11 | Graham Hill             | BRM            | 15           | 2:38'45,3              | 2        | 9        |
| 2        | 14 | John Surtees            | Lola-Climax    | 15           | + 2,5                  | 4        | 6        |
| 3        | 7  | Dan Gurney              | Porsche        | 15           | + 4,4                  | 1        | 4        |
| 4        | 5  | Jim Clark               | Lotus-Climax   | 15           | + 42,1                 | 3        | 3        |
| 5        | 9  | Bruce McLaren           | Cooper-Climax  | 15           | + 1'19,6               | 5        | 2        |
| 6        | 3  | Ricardo Rodríguez       | Ferrari        | 15           | + 1'23,8               | 10       | 1        |
| 7        | 8  | Jo Bonnier              | Porsche        | 15           | + 4'37,3               | 6        |          |
| 8        | 12 | Richie Ginther          | BRM            | 15           | + 5'00,1               | 7        |          |
| 9        | 10 | Tony Maggs              | Cooper-Climax  | 15           | + 5'07,0               | 23       |          |
| 10       | 2  | Giancarlo Baghetti      | Ferrari        | 15           | + 8'14,7               | 13       |          |
| 11       | 25 | Ian Burgess             | Cooper-Climax  | 15           | + 8'15,3               | 16       |          |
| 12       | 19 | Jo Siffert              | Lotus-Climax   | 15           | + 8'15,5               | 17       |          |
| 13       | 18 | Carel Godin de Beaufort | Porsche        | 15           | + 9'11,8               | 8        |          |
| 14       | 32 | Heini Walter            | Porsche        | 14           | + 1 kör                | 14       |          |
| 15       | 26 | Nino Vaccarella         | Porsche        | 14           | + 1 kör                | 15       |          |
| 16       | 21 | Lucien Bianchi          | ENB-Maserati   | 14           | + 1 kör                | 25       |          |
| Kiesett  | 20 | Jackie Lewis            | Cooper-Climax  | 10           | Felfüggesztés          | 21       |          |
| Kiesett  | 1  | Phil Hill               | Ferrari        | 9            | Felfüggesztés          | 12       |          |
| Kiesett  | 16 | Jack Brabham            | Brabham-Climax | 9            | Gázadagoló             | 24       |          |
| Kiesett  | 27 | Keith Greene            | Gilby-BRM      | 7            | Felfüggesztés          | 19       |          |
| Kiesett  | 15 | Roy Salvadori           | Lola-Climax    | 4            | Váltó                  | 9        |          |
| Kiesett  | 17 | Maurice Trintignant     | Lotus-Climax   | 4            | Váltó                  | 11       |          |
| Kiesett  | 4  | Lorenzo Bandini         | Ferrari        | 4            | Baleset                | 18       |          |
| Kiesett  | 28 | Heinz Schiller          | Lotus-BRM      | 4            | Olajnyomás             | 20       |          |
| Kiesett  | 31 | Bernard Collomb         | Cooper-Climax  | 2            | Váltó                  | 22       |          |
| Kiesett  | 6  | Trevor Taylor           | Lotus-Climax   | 0            | Baleset                | 26       |          |
| NK       | 29 | Tony Shelly             | Lotus-Climax   |              |                        |          |          |
| NK       | 34 | Wolfgang Seidel         | Lotus-BRM      |              |                        |          |          |
| NK       | 30 | Jay Chamberlain         | Lotus-Climax   |              |                        |          |          |
| NK       | 34 | Gunther Seiffert        | Lotus-BRM      |              |                        |          |          |
| Vi       | 33 | Tony Marsh              | BRM            |              | Az autó nem készült el |          |          |

## Statisztikák
Vezető helyen:
- Dan Gurney: 2 (1-2)
- Graham Hill: 13 (3-15)
- Graham Hill 2. győzelme, 3. leggyorsabb köre, Dan Gurney 1. pole-pozíciója.
- BRM 3. győzelme.

Jackie Lewis utolsó versenye.